# La Symphonie des siècles
La Symphonie des siècles (titre original : Symphony of Ages) est une trilogie de fantasy écrite par Elizabeth Haydon, best-seller qui a déjà écoulé plusieurs millions d'exemplaires aux États-Unis. Le livre raconte l'histoire de Rhapsody, une jeune Baptistrelle au talent considérable qui voyage à travers le temps pour atterrir dans une nouvelle contrée. Ce n'est que là qu'elle apprit que cela avait été prédit par une prophétie. Avec ses deux compagnons monstrueux Grunthor et Achmed le Serpent, Rhapsody va combattre pour réunifier un royaume ravagé par la guerre et des préjudices depuis longtemps installés. 

## Éditions
Les trois livres de la série sont :
1. Rhapsody, Pygmalion, 2006 ((en) Child of Blood, 1999)Publié en France en deux volumes puis réédité en 2015 en un seul volume aux éditions J'ai lu
2. Prophecy, Pygmalion, 2007 ((en) Child of Earth, 2001)Publié en France en deux volumes puis réédité en 2016 en un seul volume aux éditions J'ai lu
3. Destiny, Pygmalion, 2008 ((en) Child of the Sky, 2002)Publié en France en deux volumes

Six autres livres prolongent cette trilogie. Ces livres, non publiés en France, sont : 
The Middle Books
1. (en) Requiem for the Sun, 2003
2. (en) Elegy for a Lost Star, 2004

The War of the Known World Trilogy
1. (en) The Assassin King, 2006
2. (en) The Merchant Emperor, 2014
3. (en) The Hollow Queen, 2015
4. (en) The Weaver's Lament, 2016

## Résumé
Serendair est une île perdue, terre natale de Rhapsody. Le nom "Serendair" était originellement composé de deux parties - Seren Dair - qui littéralement signifie 'La Terre de l'Etoile'. Cette Île fut l'endroit où le temps commença, où les anciens Serennes nés des étoiles (ou de l'Ether comme cela est dit dans le livre) s'installèrent.
Tôt dans l'histoire de Serendair, une étoile tomba du ciel et enleva une grande partie de sa masse à l'Île. Tandis que la race des Hommes prospérait sur l'Île, l'étoile au fond de l'océan fut appelée 'L'Enfant Endormi', et le peuple croyait qu'elle sortirait un jour des abysses pour finir d'emporter l'Île. 
La prédiction se réalisa bien durant de règne du Roi Gwylliam, mais ce dernier avait prévu cette destruction et des années avant la catastrophe, il avait envoyé un grand explorateur nommé Merithyn, pour trouver une terre inhabitée sur laquelle la culture et le peuple Serenne pourrait être préservés après la mort de Serendair
Merithyn accosta sur la berge du royaume d'Elynsynos, un dragon. Elle avait alors perdu sa forme reptilienne et s'était transformée en une femme serenne. L'Explorateur et la Dragonne étaient alors tombés amoureux.
Ce fut grâce à leur amour que la flotte serenne put aborder la terre du Dragon sans craindre sa fureur. Mais Merithyn périt pendant le voyage et quand le premier bateau apporta la mauvaise nouvelle, Elynsynos se retira folle de douleur dans sa grotte.
Presque toutes les races originaires de Serendair étaient représentées dans un des trois bateaux qui constituait la flotte serenne. Mais de nombreuses anciennes races, comme les Lirins restèrent en arrière, utilisant leurs derniers jours à chanter pour Sagia, l'Arbre Monde, considéré comme sacré par le peuple des Lirins.
Une toute nouvelle civilisation se créa sur ces nouvelles terres, où arrivera Rhapsody, des siècles plus tard...

## Univers
L'univers de  La Symphonie des siècles est assez complexe. Fondamentalement, il est inspiré en grande partie par les théories grecques d'Aristote qui déclarait que toute chose était formée de quatre éléments : le feu, l'eau, la terre et l'air. Elizabeth Haydon a rajouté à cela un cinquième élément (théorie déjà avancée dans l'Antiquité), l'éther, aussi appelée la quintessence.

### Les races et leur histoire
Au commencement du monde, cinq races sont nées des cinq éléments (races premières), qui ont ensuite donné les races actuelles (races aînées) : 
| Ether            | Feu    | Eau      | Air   | Terre |
| ---------------- | ------ | -------- | ----- | ----- |
| Anciens Serennes | F'dors | Mythlins | Kiths | Wyrms |

Il existe un rapport de force entre les peuples, suivant leur ordre d'apparition (les Anciens Serennes étant plus forts que les F'Dors, eux-mêmes plus puissants que les Mythlins, etc.)
- Anciens Serennes

(suivant les volumes, l'orthographe varie entre "Ancien Serennes", "Ancien Seren", "Seren", ... , la dénomination "Serennes" désignant les habitants de l'île de Serendair, qu'ils soient Ancien Serennes ou autres, et "Seren" pouvant aussi se référer au nom d'une étoile)
Ce peuple grand et à la peau mate et jaune a été le premier à venir, et a principalement vécu sur l'ile de Serendair. Les Anciens Serennes sont à l'origine de plusieurs autres peuples dont les Lirins, et plus précisément les Liringlas, comme Rhapsody.
- F'dor

La race F'dor, la deuxième à naître, est loin d'être la plus sympathique.
Considérés par beaucoup comme des démons, ils n'ont pas de forme matérielle, peuvent prendre possession du corps et de l'esprit de n'importe qui et sont quasi-immortels. De leur nature leur vient cette aspiration à la destruction totale.
Heureusement, ils furent emprisonnés par les autres races pour éviter qu'ils ne détruisent le monde. Les trois races Kiths, Dragons et Mythlins s'unirent pour concevoir une prison (appelée Crypte du Monde Souterrain) qui puisse les contenir. Les Dragons fournirent le matériau de la prison (de la Pierre Vivante), les Mythlins scellèrent les F'Dors à l'intérieur, et les Kiths (puis leurs descendants, les Dhraciens) devinrent les gardiens.
Tous dépérirent alors petit à petit dans leur geôle et lorsque Rhapsody était adolescente, un seul était libre (libéré lors de la chute de l'étoile sur Serendair).
- Mythlins

Cette race liée à l'Eau apparaît très peu dans l'histoire. Elle n'est citée que deux ou trois fois et peu de descriptions précises à son égard sont émises. On sait seulement qu'ils avaient une apparence humanoïde, qu'ils sillonnaient les mers sans s'occuper des terres, et qu'ils étaient si translucides qu'il était impossible de les voir à l'œil nu
- Kiths

On parle peu de cette race associée à l'Air dans la trilogie, mais plutôt des Dhraciens, leurs dignes descendants. 
Les Dhraciens, donc, possèdent une sursensibilité, et peuvent ainsi sentir battre les cœurs des gens à des kilomètres à la ronde.
- Wyrms

Les Wyrms (ou plus communément appelés Dragons sont la dernière née des races premières. À l'époque où se déroule La Symphonie des siècles, il n'existe plus qu'un seul dragon : Elynsynos, une dragonne, qui fut l'amante de Merithyn des siècles plus tôt. Leurs trois filles mi-dragon mi-serennes sont toujours vivantes et sont les trois Prophétesses : Anwyn (passé), Rhonwyn (présent) et Manwyn (futur). Anwyn eut également des enfants avec le roi Gwylliam, et ainsi le sang de dragon s'est propagé.

### États
Par ordre alphabétique :  
- Avonderre : état côtier qui contient l'"Abbat Mythlinis", la Basilique de l'Eau. Sa capitale se nomme également Avonderre.

- Bethany : état qui contient la "Vrackna", la Basilique du Feu.

- Bethe Corbair : état qui contient la "Ryles Cedelian", la Basilique de l'Air.

- Canderre : état. Il est traversé par le fleuve Tar'afel.

- Canrif : ancienne patrie du roi Gwylliam et de sa femme Anwyn, morte avec lui il y a plusieurs siècles.

- États non alignés : ensemble de petits États situés au sud de Tyrian qui refusent toute alliance en dehors de la religion.

- Gwynwood : état composé principalement de forêts. C'est là que se trouve la caverne d'Elynsynos.

- Hintervold : terres gelées et peu peuplées.

- Manosse : terres de Gwydion de Manosse (Ashe) situé de l'autre côté de la mer par rapport à Avonderre. Il s'agit d'un autre continent.

- Navarne : état vallonné régi par Stephen Navarne, ami de Rhapsody. Capitale : Haguefort. Contient la Maison du Souvenir, où Rhapsody trouva Jo.

- Realmalir : autre nom de Tyrian.

- Roland : association politique et religieuse d'Avonderre, de Navarne, de Canderre, de Yarim, de Bethe Corbair et de Sepulvarta.

- Sepulvarta : petit état, pourtant très puissant. Là se trouve la "Lianta'ar", la Basilique de l'Ether, dont l'aiguille (l'édifice le plus haut au monde), dit-on, contient à son sommet un fragment d'étoile qui est visible de très loin. C'est le centre religieux de tous les états (d'où son importance). Le Patriarche Silineus y règne. Chaque nouvelle année, il s'y déroule le rituel du Haut Jour Saint, où le Patriarche doit prier une nuit entière pour le bon déroulement de l'année suivante.

- Serendair : île disparue depuis des siècles sous les flots, située jadis dans l'hémisphère sud. Ce fut la patrie de Rhapsody et d'Achmed. Capitale : Easton. Là se trouvait Sagia, l'arbre-monde, dont, disait-on, les racines parcouraient toute la planète. C'est en suivant l'une de ses racines que Rhapsody et ses compagnons traversèrent le monde pour atterrir dans l'hémisphère nord.

- Sorbold : terres inhospitalières, composé d'un désert et de montagnes pointues : les Dents (Manteids). Là se trouve le "Terreanfor", la Basilique de la Terre, sur le Mont Nocturne.

- Tyrian : terres des lirins, composées principalement de forêts. Là se trouve Oelandra, grande guerrière qui débarqua avec Merithyn il y a 600 ans. Autre nom : Realmalir.

- Yarim : état pauvre et aride, dont le sol est recouvert d'ocre rouge. Capitale : Yarim Paar.

- Ylorc : état neuf, terre des Firbolgs, réunifiés par Achmed dont il est le nouveau roi. Terres principalement montagneuses, sur le site de l'ancien royaume de Canrif. Contient la grande plaine de Krevensfield et le Grand Tribunal, amphithéâtre naturel gigantesque dont Achmed se sert pour ses discours.

## Personnages

### Personnages principaux

#### Rhapsody
Héroïne de La Symphonie des siècles, Rhapsody (de son vrai nom Amelie Allegra Turner, surnommée Emily ou Emmy) était une liringlas (lirins qui vénère le Soleil et les étoiles en général par des chants) de par sa mère et humaine de par son père et vivait sur l'île de Serendair. Adolescente, elle fit la connaissance d'un étranger Sam, de qui elle tomba amoureuse. Après une première nuit passée ensemble, Sam, qui avait pressenti la destruction prochaine de Serendair, disparu sans savoir comment lui-même, mais promit à Emily de revenir. Après des mois durant lesquels elle ne le revit jamais, Rhapsody décida de partir à sa recherche, délaissant toute sa famille.
Arrivée à Easton, capitale de Serendair, où Sam lui avait dit d'aller s'il ne revenait pas, ses recherches furent aussi vaines. Ne pouvant plus retourner chez elle (on lui a volé son cheval), Rhapsody fut bien obligée de s'installer à Easton et entama une formation de barde. Mais pour financer ses études et pour vivre, elle n'eut d'autre choix que de se prostituer (son surnom Rhapsody lui vient de là, la tenancière de la maison de passe trouvant Emily trop sage comme nom).
Le premier tome (Rhapsody, child of blood) commence alors que Rhapsody est une jeune adulte, déjà barde aguerrie, à qui il ne manque plus qu'une ultime formation pour obtenir le grade suprême de Baptistrelle. On la rencontre en train de fuir Michael, un de ses "clients", baron de la pègre locale, un homme qui n'a pas hésité à menacer la vie d'une petite enfant pour une autre nuit avec sa "préférée". Rhapsody, dans sa fuite, se heurte à deux étranges individus qu'elle fait passer aux sbires de Michael pour ses frères. Mais ce qu'elle ne sait pas encore, c'est qu'elle possède un pouvoir de prédiction, et que tout ce qu'elle affirme se concrétise. Ainsi l'homme encapuchonné qu'elle avait au hasard renommé Achmed le Serpent, voit ainsi son nom remplacé. Ces deux individus mystérieux, devinant l'immense pouvoir de la jeune femme, décident de l'embarquer dans leur périple. 
Les trois aventuriers vont alors se retrouver de l'autre côté de la terre, des siècles plus tard, au milieu d'une civilisation totalement nouvelle...
- Aptitudes

Rhapsody possède un instinct très maternel, puisqu'elle ne peut s'empêcher d'adopter tous les enfants malheureux qu'elle croise, au grand dam d'Achmed (des enfants-esclaves jusqu'à la princesse Melisande et son frère Gwydion, orphelins de mère, en passant par de jeunes Firbolgs, ou par Jo, une adolescente turbulente).
Ses dons de Baptistrelle lui permettent de chanter le nom des choses, pour rendre sa fraîcheur à une miche de pain, pour faire illusion à des adversaires, jusqu'à renommer les êtres, ce qui les change (comme lors du passage dans le feu de la terre où elle a chanté Grunthor et Achmed). Son chant et sa musique permettent également de soigner, voire d'aider à guérir, de purifier un lieu, de repousser le mal.
Rhapsody possède également une certaine maîtrise du feu qu'elle a acquis en traversant le noyau enflammé de la Terre, et peut donc commander au feu (mais pas le feu maléfique du F'dor).
Lors de son périple sous terre, elle a aussi découvert Clarion l'Etoile du Jour, une épée sacrée imprégnée du pouvoir de l'Ether, qui l'a désignée pour la porter ; de ce fait Rhapsody est la nouvelle Iliachenva'ar. Grâce à Clarion, elle peut faire appel au pouvoir de l'Ether, et de Seren, l'étoile des lirins. La lame de l'épée est également enflammée, et l'on n'en connait pas la raison. La puissance de l'épée est même suffisante pour transpercer les défenses, aussi bien physiques que magiques. Formée par son ami Grunthor, puis par Oelendra, une guerrière plus que renommée, Rhapsody devient alors vite redoutable avec Clarion dans la main. 
De plus, Rhapsody, du fait de son passage dans le feu de la terre, est devenue immortelle, comme Achmed et Grunthor.

#### Achmed
Achmed (le Serpent) est tout d'abord personnage très sarcastique et d'un humour assez noir. Il cache également une grande force et une grande agilité dues à ses origines dhraciennes.
Achmed vivait à Serendair. Sa profession était assassin, et il se faisait alors appeler le Frère (étant "frère" de tous les hommes, car pouvant entendre les battements de leur cœur où qu'ils soient, sauf près de l'eau). Son don lui permettait d'utiliser une arme à distance à plusieurs centaines de mètres, sans jamais rater sa cible. Mais le F'dor parvint à trouver son nom véritable et utilisa cette connaissance pour faire de lui son esclave, se servant de ses aptitudes à des fins peu louables. C'est après avoir décidé à s'enfuir (pour ne pas accomplir la dernière demande du F'Dor dont les conséquences auraient été trop énormes, même pour lui), que le Frère va rencontrer Rhapsody qui le renommera Achmed. Devinant de suite les grands pouvoirs que cette lirin cachaient, il décida de l'emmener dans son périple. 
Après avoir traversé la racine de Sagia, qui le mène sur de nouvelles terres, Achmed, ayant lui-même du sang firbolg (mi-firbolg, mi-dhracien), va réunifier les firbolgs (qu'on abrège en bolgs) qui vivent dans les ruines de l'ancienne Canrif, patrie du feu roi Gwylliam. Il devient alors roi de ce nouvel État qu'il nomme Ylorc. Achmed va alors sans cesse chercher à éliminer le F'dor qui l'avait jadis torturé, ainsi que tous ses descendants. 
- Aptitudes

Achmed a tout d'abord des aptitudes d'assassin, encore renforcées par l'entrainement qu'il a reçu étant jeune. Il peut se mouvoir rapidement sans bruit, se déplacer dans les ombres, sans être vu.
Sur Serendair, ses pouvoirs de Frère (car le premier de sa race) lui permettaient d'entendre les battements de cœur d'une personne où qu'elle soit (même si l'eau faisait barrage à son pouvoir). À la suite du périple sous terre et du passage dans le feu, ses pouvoirs ont évolué. Désormais, il ne peut plus entendre que les battements de cœur des gens originaires de Serendair. Il a cependant gagné un pouvoir d'éclaireur : en se concentrant, son regard peut filer le long d'un trajet sur une très grande distance, en lui montrant les obstacles qu'il aura à affronter sur le chemin.
Achmed utilise une arme à distance spéciale, appelée cwellan. Il s'agit d'une arbalète asymétrique qui projette de petits disques de métal tranchant. Grâce à cette arme et son don, il peut abattre plusieurs cibles au galop en pleine nuit et à distance, sans jamais rater un seul tir.
Enfin, Achmed a reçu un entrainement auprès de la Grand-Mère de la colonie, vieille dhracienne et gardienne de l'Enfant Endormie, pour pouvoir maîtriser les F'dors. Il peut appeler simultanément les quatre vents (un dhracien a cinq cavités dans la gorge, et peut donc produire cinq sons simultanément), pour tisser un filet immatériel pour lier l'esprit du démon au corps de son hôte, l'empêcher de le quitter, et le faire mourir en même temps.

#### Grunthor
Grunthor est mi-bolg, mi-bengard. C'est un géant à la face "verdâtre" qui excelle dans l'art du combat. Il est le plus fidèle compagnon d'Achmed, et a tendance à s'exprimer dans un langage bien châtié (spécialement lorsqu'il commande à ses troupes, ou qu'il chante des "chants de bataille").
- Aptitudes

Grunthor est tout d'abord un combattant expérimenté, pouvant tenir tête a plusieurs opposants. Il se balade avec une grande quantité d'armes fixées dans son dos (dont les poignées qui dépassent forment comme un éventail), et il a nommé chacune d'entre elles, les prêtant à l'occasion à Rhapsody ou Achmed. Il est capable de toutes les manier parfaitement.
Grunthor, après le périple sur la racine, a obtenu les pouvoirs de la Terre, et peut donc ressentir tout ce qui se passe sous la surface, modeler la roche selon sa convenance, se fondre dans le sol ou les murs pour se cacher, connaître toutes les particularités topographiques de la région qui l'entoure (sur plusieurs lieues de diamètre, comme par exemple : déceler une grotte inoccupée), détecter le mal dans la nature ou la terre à proximité.

#### Jo
Jo (de son vrai nom Joséphine, mais son caractère est tel qu'elle n'accepte d'être appelé que par son diminutif) est la sœur adoptive de Rhapsody. Jo se trouvait enfermée avec d'autre enfants esclaves dans la Maison du Souvenir, où le Rashkas, pantin du F'Dor, se livrait à d'horribles sacrifices. Rhapsody l'a sauvé et l'a adopté. 
Jo a un caractère bien trempé, et manie les couteaux avec une grande habileté.
ATTENTION SPOILER
Jo mourra, éviscérée par une racine d'un arbre perverti par le sang noir du F'Dor. Rhapsody, malgré ses chants de guérison, ne pourra la sauver, mais parviendra à protéger son âme de la damnation éternelle.

#### Ashe
Ashe (de son vrai nom Gwydion de Manosse, ou son nom complet Gwydion ap Llauron ap Gwylliam thuamata d'Anwyna o Manosse) n'est en fait autre que Sam qui avait voyagé dans le temps, et que Rhapsody retrouve dans son époque (1400 ans plus tard...). Il est le fils de Llauron, et donc le petit fils du roi Gwylliam. Il est appelé "de Manosse", car sa mère est issue de la lignée de MacQuieth, qui faisait partie de la Deuxième Flotte arrivée sur les terres de Manosse, au lieu des terres d'Avonderre.
ATTENTION SPOILER
Lors d'un affrontement avec le F'dor, ce dernier a réussi à lui arracher une partie de son âme, pour en faire un Rashkas, un serviteur de son sang. Depuis, il a une balafre sur le torse, qui pulse d'une lueur malsaine. En attendant une occasion de le battre, Ashe se cache du F'dor, qui aimerait bien lui prendre l'autre moitié de l'âme en plus de tuer un très puissant opposant.
- Aptitudes

Ashe est le fils de Llauron. Il possède donc du sang de dragon. Sa nature reptilienne s'est réveillée lorsque le F'dor lui a arraché une partie de son âme. Oelendra, arrivée peu de temps après le combat, a tenté de soigner Gwydion en l'amenant au Voile de Hoen (domaine des Rowan), et n'arrivant à rien, a tenté un dernier remède, en retirant de Clarion l’Étoile du jour le fragment de l'étoile Seren enchâssé au-dessus de la garde, et en l'insérant dans la blessure. La présence d'un morceau d'Ether a permis à Ashe de rester en vie, mais a également provoqué le réveil de la nature de dragon. À présent, Gwydion doit tenir en laisse cet autre aspect de lui-même curieux de tout, et qui voudrait bien toucher à tout. Sa nature de dragon lui permet aussi d'examiner un objet minutieusement sous toutes ses coutures, de ressentir tout ce qui se passe autour de lui à moyenne distance (seule l'eau faisant obstacle à cette détection), de respirer sous l'eau.
Ashe est également l'actuel porteur de l'épée élémentale de l'eau Kirsdarke (et donc appelé le Kirsdarkenvar), hérité de MacQuieth. L'épée lui accorde une maitrise totale de l'eau (faire évaporer l'eau de ses vêtements, traverser un fleuve en furie sans même déranger l'onde, etc.). Enfin, il s'en sert pour tisser un manteau d'eau et de brume autour de lui, le rendant indétectable, voire invisible. L'épée permet aussi à la personne qui la tient de respirer sous l'eau. Tout comme Rhapsody, Ashe est un maître escrimeur à l'épée, capable de tenir tête à un grand nombre d'ennemis simultanément.
Ashe a reçu de la part de Rhapsody, la bague de sagesse du Patriarche. Le port de la bague a presque totalement soigné sa cicatrice sur le torse due à sa mutilation. Cette bague renferme toute la sagesse du Patriarche et de ceux qui l'ont précédé, et accorde à son porteur la connaissance et la sagesse nécessaires pour accomplir son devoir. Avant de partir à la mort, Llauron lui a également confié la chandelle de Crynella, symbole de sa charge d'Invocateur (équivalent au Patriarche, dans la religion filid), qui lui confère des pouvoirs similaires.

### Personnages secondaires
Cette liste contient les noms des personnages non principaux des romans (par ordre alphabétique, prénom d'abord) : 
- Anborn : fils de Gwylliam et d'Anwyn, frère de Llauron et petit-fils de Merythin et d'Elynsynos. Il fut général lors de la guerre. C'est un excellent combattant, et il fait partie des Semblables.

- Anwyn : épouse de Gwylliam, roi de Canrif, et fille d'Elynsynos la wyrm et de Merythin le Serenne. En tant que prophétesse du Passé, elle peut voir tout ce qui s'est passé sur les terres de ce côté de l'océan. Rien ne peut lui être caché, même le nom du F'dor, qu'elle choisira de taire. Ses pouvoirs du Passé la rendent plus saine d'esprit que ses sœurs.

- Colin Abernathy : bénisseur des États non alignés

- Elynsynos : c'est la dernière wyrm de sang pur (dragon) vivante. Elle est jadis tombée amoureuse de Merithyn, le premier explorateur, ce qui permit aux serennes de s'installer sur ses terres. Elle confie à Rhapsody, venue lui rendre un couteau fait avec une de ses dents, une armure faite avec ses écailles, donc très solide, ainsi que de nombreux indices pour sa quête. Elle a eu trois filles avec Merithyn : Anwyn, Manwyn et Rhonwyn.

- Gavin : forestier de Llauron

- Gwydion (Navarne) : fils de Stephen Navarne qui a appelé son fils ainsi en l'honneur de son feu ami, Gwydion de Manosse (Ashe). Petit-fils adoptif de Rhapsody.

- Ian Stevard : bénisseur de Canderre-Yarim

- Ilyana : responsable des jardins de Llauron. Elle est bien-aimée de Rhapsody.

- Khaddyr : successeur de Llauron (titre officiel : taniste) et guérisseur.

- Lanacan Orlando : bénisseur de Bethe Corbair

- Lark : herboriste de Llauron

- Llauron : fils de Gwylliam et d'Anwyn, frère d'Anborn et petit-fils de Merythin et d'Elynsynos, père d'Ashe. invocateur de l'ordre des filids (le rang le plus élevé de cette religion). Il aidera beaucoup Rhapsody dans sa quête, allant jusqu'à lui demander un service, pour s'éveiller à sa nature de Dragon

- Manwyn : fille d'Elynsynos, elle est la prophétesse du futur. Elle vit dans un temple à Yarim Paar. Elle est connue pour ses crises d'hystérie soudaines... Ses pouvoirs lui permettent de connaître tout ce qui aura lieu dans le futur, et l'empêchent donc de vivre dans le présent.

- Melisande : fille de Stephen Navarne, très proche de Rhapsody, sa grand-mère adoptive.

- Nielash Mousa : bénisseur de Sorbold

- Oelendra : une guerrière à la force incontestée qui vit depuis plusieurs siècles (a débarqué avec les premiers serennes sur le nouveau continent) et qui a formé Rhapsody à l'art du combat. Elle était l'ancienne Iliachenva'ar (porteuse de l'épée Clarion).

- Philabet Griswold : bénisseur d'Avonderre-Navarne

- Rhonwyn : fille d'Elynsynos, elle est la prophétesse du présent. Elle vit dans un temple délabré et très peu fréquenté à Sepulvarta. Il est très compliqué de lui demander une information sur un fait en train se dérouler quelque part puisqu’elle vit dans le présent : impossible donc de lui poser une question en rapport avec une question précédente (qu'elle aura oublié).

- Silineus : Patriarche de Sepulvarta. Rhapsody, le voyant très affaibli à cause de âge, décide de le protéger, en tant qu'Iliachenva'ar, lors de la cérémonie de passage d'année. C'est à ce moment qu'elle va combattre pour la première fois le Rashkas, qui s'échappera avant qu'elle ne le tue. Le Patriarche, voyant qu'il va mourir sous peu, confie à Rhapsody sa bague qui lui confère tout son pouvoir de patriarche, afin de la remettre à celui qu'elle pensera méritant d'exercer cette fonction, les bénisseurs actuels ne semblant pas de successeurs loyaux. Il est tué discrètement par Achmed, lors du couronnement de la reine des Lirins, pour contrecarrer le F'dor.

- Stephen Navarne : dirigeant actuel de l'État de Navarne. Il fut l'ami d'enfance d'Ashe, alors nommé Gwydion. Il s'est également rapproché de Rhapsody, qui a adopté ses deux enfants (Gwydion en l'honneur de son ami, et Melisande) comme petits-enfants, car leur mère mourut lors d'un guet-apens.